# Smalle Lowietje
 Smalle  Lowietje is een  personage uit de boekenserie De Cock van schrijver Appie Baantjer. 

## Achtergrond
Smalle Lowietje is de uitbater van een café op De Wallen, hoek Oudezijds Achterburgwal en de Barndesteeg te Amsterdam. Hij schenkt aan rechercheur De Cock cognac Napoleon van onder zijn toonbank. Naast hun voorliefde voor cognac delen de horecaman en de rechercheur hun afkeer van moord en doodslag. Rechercheur De Cock ziet veel door de vingers in en rond het café van zijn vriend, maar hij trekt net als Lowie de grens bij dodelijk geweld. Dat tekent hun gezamenlijk denken en zo is De Cock voor Lowietje een soort van informele levensverzekering. Wie ooit aan de cafébaas komt zal De Cock op zijn pad vinden. 
Maar de rechercheur schrikt er ook weer niet voor terug zijn vriend onder druk te zetten of zelfs te arresteren. In het verre verleden heeft hij de horecaman al eens een paar jaar celstraf bezorgd. Desalniettemin schakelt hij hem vaak in als betrouwbare heler.

## Familie
In zijn vertrouwelijke gesprekken met De Cock biechtte Lowietje ooit op dat zijn moeder een serpent was. Zelf heeft hij precies vier klassen lagere school afgemaakt. Lowie biecht op katholiek te zijn opgevoed. Hij is getrouwd maar zijn vrouw blijft consequent buiten beeld. Wel heeft hij het etablissement overgenomen van zijn schoonouders. In 2015 verklaart hij aan De Cock dat zijn vrouw ervandoor is, omdat hij op het punt stond haar te killen. Ook heeft hij een neef (oomzegger) die in de tv-serie om het leven wordt gebracht. Zijn tweelingzusje Linda is na drie weken overleden. (deel 88)

## Televisieserie
In de televisieserie Baantjer zijn er vijf verschillende acteurs die in de loop der jaren de horecaman spelen, achtereenvolgens Jaap Stobbe, Herman Kortekaas, Ab Abspoel, John Leddy en Piet Kamerman. De tweede acteur, Herman Kortekaas, lijkt qua postuur nog het meest op het personage uit het boek. Langzaamaan wordt in deze serie 'Lowietje' steeds meer de naam van het café, hoewel het personage ook belangrijk blijft.